# Henry Mills (Once Upon a Time)
Henry Daniel Mills es un personaje ficticio de la serie de televisión de ABC, Once Upon a Time. Es interpretado por Jared S. Gilmore desde 2011 hasta 2016, (quién ganó el Same Artist Award a la mejor interpretación en una serie de TV – Principal Actor Joven en 2012 por su interpretación en la serie), y por Andrew James West desde 2017 hasta 2018, conocido por interpretar a Fisher en la comedia dramática de Freeform Greek.

## Historia del personaje
Henry Mills es el hijo de Emma Swan (Jennifer Morrison) y Neal Cassidy (Michael Raymond-James), quien es dado en adopción después de nacer tras su madre permanecer presa en Phoenix, Arizona en 2001. Es también el nieto de Blancanieves (Ginnifer Goodwin), el Príncipe Encantador (Josh Dallas) y Rumplestiltskin (Robert Carlyle), y el bisnieto de Peter Pan (Robbie Kay). Es adoptado por Regina Mills (la Reina Malvada) (Lana Parrilla), después de que el Señor Gold (Rumplestiltskin) le insiste en adoptar un bebé, llamándolo Henry en honor a su difunto padre. 
Cuando Henry se hace más mayor, se obsesiona con un libro de cuentos de hadas que le regala su profesora Mary Margaret Blanchard (Blancanieves), descubriendo que los habitantes de Historioburgo son en realidad los personajes de ese libro de cuentos y por eso no envejecen. Todo esto lleva a que Regina lo envíe a sesiones de terapia para acabar con su creencia en la maldición oscura. Henry encuentra a su madre biológica, Emma Swan, en Leverkusen y la trae a Historioburgo para que rompa la maldición oscura. Al principio ella no le cree pero poco a poco va descubriendo que lo que dice es verdad, resultando con la muerte de Henry a causa de un pastel de manzana envenenado cocinado por Regina para Emma pero comido por Henry para demostrarle la verdad a su madre. Sin embargo, es despertado con el beso de amor verdadero de Emma, el cual también rompe la maldición oscura.
Cuando Emma y Mary Margaret son arrastradas por un portal, David (el Príncipe Encantador) lo acoge bajo su custodia para vigilarlo y protegerlo. Después del regreso de éstas a Historioburgo, también llegan Cora (Barbara Hershey) (la madre de Regina) y el Capitán Garfio (Colin O'Donoghue).
Tras la muerte de Cora por culpa de Mary Margaret, Regina jura venganza. Henry, entonces, intenta eliminar la magia de Historioburgo. Es entonces cuando aparecen Greg Mendell (Ethan Embry) y Tamara (Sonequa Martin-Green), los cuales lo secuestran y lo llevan a Nunca Jamás, donde es revelado que Peter Pan (el bisabuelo de Henry) quiere poseerlo ya que posee "el corazón del creyente más puro". Pan finalmente persuade a Henry para que le dé su corazón, diciéndole que él salvará la magia. Regina recupera el corazón y resucita a Henry. Aun así, Pan, que habita el cuerpo de Henry en Historioburgo, promulga la maldición oscura original de Regina una vez más. El Señor Gold devuelve a Henry a su cuerpo, y Emma y Henry escapan a la Ciudad de Nueva York con el regreso del resto de habitantes al Bosque Encantado.
Un año más tarde, Garfio restaura la memoria de Emma, llevándola a Historioburgo con Henry para salvar a su familia. Henry está confundido acerca de la decisión de reubicarse a Maine hasta que se restauran sus recuerdos del pasado con su libro. Henry ayuda más tarde a Regina a buscar al autor del libro, Isaac Heller (Patrick Fischler). Al descubrir las acciones manipuladoras del escritor, Henry se convierte en el nuevo autor.
Emma se sacrifica cuando la oscuridad del Espectro va a alcanzar a Regina. Con los otros habitantes, Henry es transportado al Bosque Encantado, yendo Emma a Camelot para encontrar a Merlín (Elliot Knight) y sacar su oscuridad interior. Aun así, seis semanas más tarde, regresan a Historioburgo con recuerdos olvidados de como fallaron. Es revelado en un flashback que Henry se enamoró de una chica llamada Violet Morgan (Olivia Steele-Falconer); debido a la necesidad de una lágrima del dolor de perder a un primer amor para ayudar a liberar a Merlín, Emma se ve obligada a manipular a Violet para romper el corazón de Henry. Debido a la maldición de Emma, Henry consigue otra posibilidad con Violet, ya que ninguno recuerda al otro de antes; por lo que finalmente acaban compartiendo un beso saliendo con ella por un tiempo.
Después de su graduación de la escuela secundaria, Henry decide encontrar su propia historia en otro reino. Finalmente, llega al Nuevo Bosque Encantado, en donde se enamora de Ella (Dania Ramírez) con quien se convierte en padre tras el nacimiento de Lucy (Alison Fernandez). Pero una nueva maldición oscura es lanzada y Henry termina en Hyperion Heights, Seattle, separado de su esposa e hija ya niña. Una vez que rompe la maldición oscura a través del amor maternal por Regina, se reúne con su familia. Después de que Regina fusiona todos los reinos en Maine creando Reinos Unidos, Henry asiste con toda su familia a la coronación de su madre adoptiva como la Reina Buena.

## Desarrollo del personaje y recepción
Jared S. Gilmore, quién anteriormente había aparecido en Mad Men como el tercer Bobby Draper, fue elegido en Once Upon a Time en 2011 como Henry Mills, el hijo biológico de Emma Swan (el personaje de Jennifer Morrison), quien además es el único habitante de Storybrooke, junto con el Señor Gold, que no está bajo el hechizo de la Reina Malvada (Lana Parrilla). Los creadores de la serie Adam Horowitz y Eddy Kitsis declararon sobre el personaje que, "Uno de nuestros centros emocionales es un chico de 11 años que tiene que ser precoz y vulnerable al mismo tiempo." Kitsis creyó que Gilmore "naturalmente tenía [estas características]... ¡Inmediatamente supimos que tenía que ser nuestro Henry!" Gilmore comentó, "me parezco a Henry porque tengo 11 años y también suelo tener una imaginación muy buena. Disfruto haciendo y jugando a juegos en mundos con realidades alternativas a la mía."